# Xestia infuscata
Xestia infuscata là một loài bướm đêm trong họ Noctuidae.